# Нова-Весь-Лемборска (гмина)
Нова-Весь-Лемборска (пол. Nowa Wieś Lęborska) — сельская гмина (волость) в Польше, входит как административная единица в Лемборкский повет, Поморское воеводство. Население — 12 146 человек (на 2004 год).

## Демография
| Перепись                       | Всего   | Всего | Женщины | Женщины | Мужчины | Мужчины |
| ------------------------------ | ------- | ----- | ------- | ------- | ------- | ------- |
| Единицы                        | человек | %     | человек | %       | человек | %       |
| Население                      | 12 146  | 100   | 5971    | 49,2    | 6175    | 50,8    |
| Плотность населения (чел./км²) | 44,9    | 44,9  | 22,1    | 22,1    | 22,8    | 22,8    |

## Соседние гмины
1. Гмина Цевице
2. Гмина Хочево
3. Гмина Глувчице
4. Лемборк
5. Гмина Ленчице
6. Гмина Потенгово
7. Гмина Вицко